# Момой (кратер)
Момой (лат. Momoy) — 40-километровый ударный кратер, находящийся на самом большом спутнике Сатурна — Титане.

## География и геология
Координаты кратера — 11°36′ с. ш. 44°36′ з. д. / 11,6° с. ш. 44,6° з. д.. Кратер расположен на северо-западе тёмной местности Фенсал, на северо-востоке находится макула Омакатля, а на западе — 29-километровый ударный кратер Кса.
Кратер окружен одеялом из выброшенной во время удара материи, благодаря ей кратер был быстро обнаружен на радиолокационных снимках. Его хорошо сохранившиеся выбросы материи на крутых склонах напоминают два других кратера Титана — Синлап и Кса. Единственное отличие заключается в том, что кратер Синлап и Момой сформировались с более ровным дном, без значительных перепадов высот, зато кратер Кса имеет яркий центральный пик. На западе Момой соприкасается с полями дюн.
К настоящему времени космический аппарат «Кассини», находящийся на орбите Сатурна, исследует поверхность Титана, когда сближается с ним, благодаря этому удалось подтвердить наличие на его поверхности десяти крупных кратеров (на апрель 2015). 
Плотная атмосфера Титана из азота препятствует образованию кратера диаметром меньше 20 км, потому что метеорит во время падения успевает сгореть в атмосфере, так и не достигнув поверхности. В 2007 году было заявлено, что в течение следующих семи лет «Кассини» будет проводить радиолокацию поверхности Титана, и выражена надежда на обнаружение новых кратеров в связи с картографированием около 50 % его поверхности.

## Эпоним
Кратер назван в честь Момой — предка шаманов и богини магии, образования, знаний, здоровья и исцеления племени чумаши (Калифорния, США). Это название было утверждено Международным астрономическим союзом в 2011 году.